# Cabane de Panossière
La Cabane de Panossière (2.645 m s.l.m. - detta anche Cabane Francois-Xavier Bagnoud) è un rifugio alpino situato nelle Alpi Pennine nella Valle di Bagnes.

## Caratteristiche e informazioni
Il rifugio è collocato sul fianco del Ghiacciaio di Corbassière a nord del Gruppo del Grand Combin. È proprietà dell'Associazione François-Xavier Bagnoud.

## Accessi
L'accesso avviene normalmente da Fionnay, frazione di Bagnes in circa quattro ore.

## Ascensioni
- Al Combin de Grafeneire - 4.314 m ed altre vette del Grand Combin
- Al Combin de Corbassière - 3.716 m